# Uzonyi György
Uzonyi György (Hajdúböszörmény, 1885. december 9. – Ligonier, 1967. február 9.) magyar ügyvéd, országgyűlési képviselő.

## Élete
Uzonyi György földműves és Sz. Szabó Mária református szülők gyermekeként született. Elemi és középiskoláit szülőhelyén végezte, diákja volt annak a – végzése pillanatában, nyolcadik tanévének eredményes lezárásakor már mindössze hét fős – gimnáziumi osztálynak, melynek tagjai az intézmény történetének legelső érettségi vizsgáit abszolválták a korábban még hatosztályos hajdúböszörményi evangélikus-református főgimnáziumban.
Érettségi után a debreceni jogakadémián, a kolozsvári és budapesti tudományegyetemen tanult tovább, végül ez utóbbi intézményben szerzett jogi doktori oklevelet és ugyanott tette le az ügyvédi vizsgát is. Az első világháborúban mint főhadnagy, majd százados, orosz, szerb és olasz hadszíntereken teljesített szolgálatot, katonai érdemeiért több kitüntetést is szerzett.
Tanulmányainak befejezését követően szülővárosában indított ügyvédi praxist, egyúttal bekapcsolódott Hajdú vármegye közéletébe is. Tagja lett a vármegye törvényhatósági bizottságának, a kisgyűlésnek és szülővárosa képviselő-testületének, illetve a megye tiszteletbeli főügyészének is kinevezték.
Az országos politikai életbe 1931-ben kapcsolódott be, amikor országgyűlési képviselőnek választotta a hajdúböszörményi kerület az Egységes Párt hivatalos jelöltjeként. Az 1935. és az 1939. évi választáson is ugyanott nyert mandátumot, elsőbben mint a Nemzeti Egység Pártja, utóbb mint a Magyar Élet Pártja jelöltje. Lelkesen vett részt a képviselőház vitáiban, főleg gazdasági, szociális és közjogi témákban.